# Nicolay
Iván Vela Resina Vela Resina ( Sevilla , 6 de enero de 2002 ) es un futbolista español que juega como defensa en el  Atlético Sanluqueño Club de Fútbol de la Segunda división B de España .
Formado en las categorías inferiores del Real Betis Balompié , donde estuvo en todas las categorías hasta llegar al filial ( Betis deportivo ) 
En el año 2021 fichó por el Rayo Vallecano de Madrid , en 2022 firmó por la Unión deportiva Logroñes de La Rioja .
Actualmente se encuentra como jugador en el Atlético sanluqueño club de fútbol de Sanlúcar de Barrameda .